# Karaván Familia
Karaván Familia (auch Karavan Familia) ist eine Weltmusik-Band aus Ungarn. Die Band besteht aus Mitgliedern einer Familie.
Ihre Musik besteht aus traditioneller Romamusik, welche auch Effekte aus dem Balkan miteinbezieht, zudem kommen auch Flamenco-Einflüsse dazu. Der serbische Trompeter Boban Markovic, hat öfters Gastauftritte mit der Band. Ein Beispiel davon ist der Videoclip Pabol Pabol.
Im Oktober 2006 erschien das Album Gipsy Crossroads. 

## Diskografie
Alben
- 2002: Roma Flamenco (EMI)
- 2006: Gipsy Crossroads (Eigenveröffentlichung)
- 2008: La Familijaki Zor (Eigenveröffentlichung)
- 2014: Asvin (Fonó Records)